# هاري هولمز
هاري هولمز (بالإنجليزية: Harry Holmes)‏ (16 أغسطس 1908 المملكة المتحدة - 1 يناير 1993) هو لاعب كرة قدم بريطاني.